# Ralf Michaels
Ralf Michaels (* 1969) ist ein deutscher Jurist. Er ist Direktor am Max-Planck-Institut für ausländisches und internationales Privatrecht und lehrt als Professor an der Queen Mary University of London und an der Universität Hamburg.

## Leben
Ralf Michaels studierte Rechtswissenschaft in Passau und Cambridge. Von 1992 bis 1997 war er Stipendiat der Studienstiftung des Deutschen Volkes. 1994 legte er das erste Staatsexamen ab. Von 1994 bis 1995 und von 1996 bis 1997 war er wissenschaftlicher Mitarbeiter am Lehrstuhl für Bürgerliches Recht, Internationales Privatrecht und Rechtsvergleichung (Klaus Schurig) an der Universität Passau. 1995 erwarb er das Master of Laws (LL.M.) an der Cambridge University (King’s College). Von 1995 bis 1997 war er wissenschaftlicher Mitarbeiter am Max-Planck-Institut für ausländisches und internationales Privatrecht bei Jan Kropholler, von 1999 bis 2000 war er Joseph Story Fellow an der Harvard Law School. Nach der Promotion 2000 an der Universität Passau und dem zweiten Staatsexamen war er von 2001 bis 2002 wissenschaftlicher Referent am Max-Planck-Institut für ausländisches und internationales Privatrecht. Von 2002 bis 2007 war er Assistant Professor, 2007–2012 Professor und 2012–2019 Arthur Larson Professor of Law an der Duke University School of Law. 2005 war er Lloyd Cutler Fellow an der American Academy in Berlin. Von 2009 bis 2010 war er Katherine and Martin Crane Fellow an der Princeton University, Program in Law and Public Affairs. Seit 2018 hat er zusätzlich den Lehrstuhl für Global Law an der Queen Mary University of London inne. Seit Juli 2019 lehrt er als Professor an der Universität Hamburg.
Seit dem 1. Januar 2019 ist er Direktor am Max-Planck-Institut für ausländisches und internationales Privatrecht.
Seine Forschungsgebiete sind internationales Privatrecht, Rechtsvergleichung, Privatrechtstheorie und Recht und Globalisierung.
2020 wurde er zum Mitglied der Academia Europaea gewählt.

## Schriften (Auswahl)
- Sachzuordnung durch Kaufvertrag. Traditionsprinzip, Konsensprinzip, ius ad rem in Geschichte, Theorie und geltendem Recht. Berlin 2002, ISBN 3-428-10530-3.
- als Herausgeber mit Eckart Gottschalk, Giesela Rühl und Jan von Hein: Conflict of laws in a globalized world. Cambridge 2007, ISBN 978-0-521-87130-3.
- als Herausgeber mit Nils Jansen: Beyond the state – rethinking private law. Conference held in the summer of 2007 at the Max Planck Institute for Comparative and International Private Law in Hamburg, Germany. Tübingen 2008, ISBN 978-3-16-149862-6.
- als Herausgeber mit Dennis Solomon: Liber amicorum Klaus Schurig. Zum 70. Geburtstag. München 2012, ISBN 3-86653-219-9.